# Beth Bonner
Beth Bonner (condado de Preston, Estados Unidos, 9 de junio de 1952-9 de octubre de 1998) fue una deportista estadounidense, especializada en carreras de fondo. Ganó la maratón de Nueva York en su primera edición femenina, la de 1971 (la maratón masculina se había corrido el año anterior, 1970), con un tiempo de 2:55:22; también fue la primera mujer en correr la maratón en menos de tres horas.